# Platja de Rodas
La platja de Rodas és la platja més extensa de les illes Cíes, a Galícia, situada a l'illa de Monteagudo (o illa do Norte).
La platja té forma de mitja lluna amb sorra blanca i aigües blaves i verdes que tanca la petita llacuna dos Nenos d'aigües transparents que separa les illes de Monteagudo i do Faro. En els extrems de la platja hi ha pinedes que arriben fins a la sorra.
Des de Vigo, Baiona i Cangas s'hi arriba en vaixell en menys d'una hora. Les Cíes es poden visitar de juny a setembre i els caps de setmana amb bona mar. Hi ha un límit de visitants diaris.
L'any 2007 el diari britànic The Guardian va escollir la platja de Rodas com la "platja més bonica del món".